# Ngọt ngào và man trá
Ngọt ngào và man trá là một bộ phim truyền hình được thực hiện bởi Trung tâm Phim truyền hình Việt Nam, Đài Truyền hình Việt Nam do Nguyễn Hữu Phần và Phi Tiến Sơn làm đạo diễn. Phim được chuyển thể từ truyện ngắn cùng tên của Nguyễn Dậu. Phim phát sóng lần đầu trong Văn nghệ chủ nhật vào ngày 6 tháng 10 năm 1996 và kết thúc ngày 20 tháng 10 cùng năm trên kênh VTV3.

## Nội dung
Ngọt ngào và man trá xoay quanh câu chuyện tình yêu của Xoan (Khánh Huyền) và sự giằng xé trong nội tâm cô khi đem lòng yêu cả hai anh em song sinh Cường Tuấn và Hùng Tuấn (Lê Công Tuấn Anh). Do Cường Tuấn là người yêu cũ của Xoan đi biệt xứ sang Đức nhiều năm không về, còn ở nhà người anh song sinh Hùng Tuấn bị tai nạn ô tô và bị điên, vì vậy gia đình của anh đã gán ghép Xoan cho Hùng Tuấn để cứu con trai còn lại của họ bằng cách nói dối Xoan, rằng Hùng Tuấn chính là Cường Tuấn ngày xưa nhưng đang bị bệnh. Xoan nhìn vẻ ngoài của Hùng Tuấn ban đầu đã hoàn toàn nghĩ rằng đó là Cường Tuấn, cô trao trọn con tim và tình yêu cho anh, chăm sóc anh, nhưng trong quá trình hồi phục, cô bắt đầu nhận ra người mình yêu hiện tại không phải là Cường Tuấn vì anh ta không nhớ bất cứ kỷ niệm nào về mối tình của hai người. Song, từ khi gặp Xoan, Hùng Tuấn đã cảm nhận được tình yêu của cô và anh cũng yêu cô lúc nào không hay...

## Diễn viên
- Lê Công Tuấn Anh trong vai Cường Tuấn/Hùng Tuấn[1][2]
- Khánh Huyền trong vai Xoan[3]
- Ngọc Thư trong vai Thoa
- Đức Sơn trong vai Thành
- Thúy Vinh trong vai Bà Hoàng Tô
- Hữu Độ trong vai Ông Hoàng Tô
- Hồng Hạnh trong vai Hương
- Trung Hiếu trong vai Dương
- Tuyết Mai trong vai Mẹ Xoan
- Phát Triệu trong vai Bố Xoan
- Văn Hiệp trong vai Thầy cả Thuận
- Tất Bình trong vai Giám đốc Kiên

Cùng một số diễn viên khác...

## Sản xuất
Kịch bản bộ phim được chuyển thể từ truyện ngắn cùng tên của nhà văn Nguyễn Dậu, do Nguyễn Thế Long chấp bút. So với truyện gốc, phần kịch bản đã lược bỏ đi những chi tiết "dung tục, thiếu thẩm mỹ" và thêm thắt các nhân vật, tình tiết mới nhằm tăng kịch tính. Bộ phim được lên kế hoạch sản xuất với độ dài 6 tập. Đạo diễn phim là Nguyễn Hữu Phần và Phi Tiến Sơn. Ông đã mời bằng được diễn viên Lê Công Tuấn Anh vào vai chính tác phẩm vì cho rằng anh "vốn hơi điên, hơn thế nữa còn nhập vai rất giỏi". Diễn viên Khánh Huyền cũng được mời vào một vai chính trong phim.
Đây là bộ phim truyền hình đầu tiên đánh dấu sự nghiệp Bắc tiến của Lê Công. Vì bối cảnh của phim diễn ra ở Hà Nội, nam diễn viên đã chuyển đến sống cùng nhà với đạo diễn. Anh phải đảm nhận cả hai vai diễn trong phim: vừa là người em bị bệnh tâm thần vừa là người anh song sinh khôi ngô tuấn tú. Để nhập tâm vào vai diễn, Lê Công Tuấn Anh đã tự trải nghiệm cuộc sống của các bệnh nhân trong trại tâm thần bằng cách cắt tóc và mặc quần áo bệnh nhân, sinh hoạt cùng họ trong Bệnh viện Tâm thần Hà Nội ở Sài Đồng. Những người bị bệnh thật thậm chí còn coi anh như bệnh nhân giống mình.
Ngọt ngào và man trá về sau này được xem là tác phẩm trọn vẹn cuối cùng trong sự nghiệp diễn xuất của Lê Công Tuấn Anh bởi trước ngày phim lên sóng, anh đã bất ngờ qua đời sau khi uống thuốc để tự tử. Đây cũng là vai diễn cuối cùng của NSƯT Thúy Vinh.

## Đón nhận
Là một trong những bộ phim truyền hình đầu tiên được công chiếu trong chương trình Văn nghệ Chủ Nhật năm 1996, tác phẩm tại thời điểm phát sóng đã thu hút sự chú ý từ người xem. Ngọt ngào và man trá cũng nằm trong số mười phim hay nhất, theo một đợt bình chọn do Đài Truyền hình Việt Nam tổ chức. Vai diễn của Lê Công Tuấn Anh trong phim nhận được nhiều thiện cảm tích cực từ khán giả. Bài viết của báo VietNamNet đã ghi nhận màn trình diễn của nam diễn viên trong phim "đánh dấu bước đột phá diễn xuất [...] khi vào vai đúp Cường Tuấn và Hùng Tuấn", đồng thời đánh giá anh "diễn vai người điên vô cùng chân thực". Bài viết của Zing News thì liệt kê bộ phim vào năm vai diễn để đời của Lê Công Tuấn Anh. Tác phẩm cũng giúp tạo nên tên tuổi cho Khánh Huyền.
Thời điểm Lê Công Tuấn Anh qua đời, nhờ việc bộ phim đang phát sóng trên truyền hình khi đó, nhiều người hâm mộ đã nhanh chóng biết tin và tụ tập lại tại Bệnh viện 115 nơi nam diễn viên được cấp cứu. Có người còn thúc giục đạo diễn Nguyễn Hữu Phần dừng phát phim trên sóng truyền hình mà bàn với Khải Hưng để đem phim đi chiếu rạp, dù sau này ông đã không làm vậy. Tuy đạo diễn Nguyễn Hữu Phần đã lên kế hoạch sản xuất tiếp phần hai, nhưng vì cái chết đột ngột của Lê Công Tuấn Anh, dự định này sau đó cũng bị bỏ dở.

## Giải thưởng
| Năm  | Giải thưởng                            | Hạng mục                | (Người) đề cử | Kết quả           | Tham khảo |
| ---- | -------------------------------------- | ----------------------- | ------------- | ----------------- | --------- |
| 1997 | Giải thưởng Hội Điện ảnh Việt Nam 1996 | Phim truyện truyền hình | —             | Giải khuyến khích | [ 15 ]    |